# 結物
結物（ゆいもの）とは、短冊状の則板を円筒状に並べて、竹などで作ったたがで締めて、底板（場合によっては更に鏡蓋）を取り付けて作った木製品のこと。刳物・曲物の流れを汲み、桶・樽などに用いられた。

## 概要
鎌倉時代末期に生まれ、室町時代に酒造業などの醸造業の発展と共に急速に広まった。結物によって作られた桶や樽を結桶（ゆいおけ）・結樽（ゆいたる）と呼ぶ場合もある。従来の曲物の桶や樽に比較して強度・密閉性・耐久性に優れ、酒や醤油・油・味噌・酢・塩など液体や水に溶けやすい物資を入れて輸送するのに都合が良かった。また、風呂や井戸、台所など水が大量に置かれる場所（井戸は井戸側・釣瓶・手桶、風呂は風呂桶・たらい、台所は水桶・洗桶・漬物桶・飯櫃・寿司桶などが代表される）に用いられ、産業では漆・砥粉・堆肥など輸送が困難なものにも用いられた。
材料は杉・檜・サワラなどを用いる。側板の木取りによって使用方法が分かれ、板目取りは液体の漏れにくい物に、柾目取りは板目の綺麗さからより外的な美観が求められる道具に採用された。醸造用の大桶の中には80年以上経た杉の大木を玉切り・ミカン割りをして板目取りによって作られた直径・高さとも6尺にも及ぶ。桶の側板は榑（くれ）、樽の側板は樽丸と呼ばれている。側板は板を鉈で割って短冊状にして、次に鏟（せん）を用いて断面を下部がやや狭くなる扇形に仕上げることで、たががはまりやすくした。